# Humenci
Humenci (ukr. Гуменці; pol. hist. Humińce) – wieś na Ukrainie, nad Mukszą, w obwodzie chmielnickim, w rejonie kamienieckim.
We wsi znajduje się stacja kolejowa Humenci, położona na linii Chmielnicki – Kelmieńce.

## Historia
W czasach Rzeczypospolitej wieś leżała w województwie podolskim. Odpadła od Korony w wyniku II rozbioru.
W XIX i w początkach XX w. Humińce położone były w Rosji, w guberni podolskiej, w powiecie kamienieckim, w gminie Maków. W 1881 odkryto tu pokłady węgla kamiennego.
Po I wojnie światowej pod administracją polską, w Zarządzie Cywilnym Ziem Wołynia i Frontu Podolskiego, w okręgu podolskim, w powiecie kamienieckim, w gminie Maków.
W wyniku postanowień traktatu ryskiego znalazły się w granicach Związku Sowieckiego. Od 1991 w niepodległej Ukrainie.